# Коулз, Мэттью
Мэттью Коулз (англ. Matthew Cowles; 28 сентября 1944, Нью-Йорк — 22 мая 2014, там же) — американский актёр, драматург.

## Биография
Мэттью Коулз родился в 1944 году в семье театрального продюсера, актёра Чандлера Коулза. Изучал актёрское мастерство в Neighborhood Playhouse School of the Theatre. Со студенческой скамьи определилось его амплуа злодея, негодяя, изгоя. Наиболее запоминающейся стала роль Билли Клайда Таггла, сутенёра, терроризирующего город, в сериале American Broadcasting Company «Все мои дети». К этой роли он возвращался в течение сорока лет, последний эпизод был снят в 2013 году. За неё он был дважды номинирован на так называемую дневную премию «Эмми» за лучшую роль второго плана (1978 и 1981 годы). Другими известными ролями стали Манки Джон из мини-сериала «Одинокий голубь», бездомный шизофреник из эпизода «Закон и порядок» 1991 года, Уильям Брандт из сериала «Тюрьма Оз» (2003 год), Фэрри из «Острова проклятых» (2010 год).
Обширна театральная карьера артиста. В 1966 году он дебютировал на Бродвее в главной роли в мировой премьере Эдварда Олби «Малькольм». В 1968 году он играл с Аль Пачино в пьесе Израэля Хоровитца «Индейцы хотят Бронкс». Свой последний сценический образ он создал в 2012 году в «Укрощении строптивой» в Theatre for a New Audience. Мэттью Коулз написал пьесы «Mexican Standoff at Fat Squaw Springs», «Our Daily Bread», «Noblesse Oblige». Почти 50 лет был ярым поклонником и участником субкультуры байкеров, о чём написал несколько рассказов и песен.
Коулз  преподавал религиозное образование в церкви Рождества Христова.

У Коулза остались две дочери от брака с актрисой Кристин Барански, которая так отзывалась о нём после 27 лет супружества:
Мэттью, паршивая овца в семье со связями в Cowles Publishing и Drexel banking, обеспечил вполне респектабельную жизнь, играя роли «плохих парней» и «белого отребья», начав с эпизода в «Полуночном ковбое».

## Избранная фильмография
| Год  |    | Русское название                    | Оригинальное название                | Роль              |
| ---- | -- | ----------------------------------- | ------------------------------------ | ----------------- |
| 1969 | тф | Полиция Нью-Йорка                   | N.Y.P.D.                             | Джо Цернак        |
| 1969 | ф  | Я, Натали                           | Me, Natalie                          | Харли Бэлмэн      |
| 1973 | ф  | Друзья Эдди Койла                   | The Friends of Eddie Coyle           | Пит               |
| 1977 | ф  | Удар по воротам                     | Slap Shot                            | Чарли             |
| 1977 | тф | Все мои дети                        | All My Children                      | Билли Клайд Таггл |
| 1982 | ф  | Мир по Гарпу                        | The World According to Garp          | водопроводчик     |
| 1983 | ф  | Как вращается мир                   | As the World Turns                   | Лонни             |
| 1983 | ф  | Бегство Эдди Мэйкона                | Eddie Macon's Run                    | Рей Бейнс         |
| 1986 | тф | Бесконечная любовь                  | Loving                               | Эбан Джейпс       |
| 1986 | ф  | Долговая яма                        | The Money Pit                        | Марти             |
| 1988 | ф  | Звёзды и полосы                     | Stars and Bars                       | Бэкман Гейдж      |
| 1989 | ф  | Одинокий голубь                     | Lonesome Dove                        | Манки Джон        |
| 1991 | тф | Закон и порядок                     | Law & Order                          | «Леопард»         |
| 1994 | ф  | Белый Клык 2: Легенда о белом волке | White Fang 2: Myth Of The White Wolf | Ллойд Халверсон   |
| 1994 | ф  | У ковбоев так принято               | The Cowboy Way                       | бездомный         |
| 1996 | ф  | Присяжная                           | The Juror                            | Родни             |
| 1997 | тф | Дерзкие и красивые                  | Дерзкие и красивые                   | Куртиз Лав        |
| 2000 | ф  | Сестричка Бетти                     | Nurse Betty                          | Мерле             |
| 2003 | тф | Тюрьма Оз                           | Oz                                   | Уилли Брандт      |
| 2008 | тф | Жизнь на Марсе                      | Life on Mars                         | ковбой Дэн        |
| 2010 | ф  | Остров проклятых                    | Shutter Island                       | Фэрри             |